# Oleastrum
Oleastrum  fue una ciudad de los cossetanos en la Tarraconense, en la vía entre Dertosa y Tarraco. Se la ha identificado con numerosas ciudades pero lo más probable es que se corresponda con Cambrils u Hospitalet del Infante.
Asimismo en el libro tercero de De Chorographia de Pomponio Mela se cita un luco llamado Oleastrum en el golfo de Cádiz con las siguientes palabras latinas: 

In proximo sinu portus est quem Gaditanum, et lucus quem Oleastrum adpellant, tum castellum Ebora in litore et procul a litore Hasta colonia. Extra Iunonis ara templumque est, in ipso mari monumentum Caepionis scopulo magis quam insulae impositum. Baetis ex Tarraconensi regione demissus per hanc fere mediam diu sicut nascitur uno amne decurrit, post ubi non longe a mari grandem lacum fecit, quasi ex novo fonte geminus exoritur, quantusque simplici alveo venerat tantus singulis effluit. Tum sinus alter usque ad finem provinciae inflectitur, eumque parva oppida Olintigi, Onolappa contingunt. at Lusitania trans Anam, qua mare Atlanticum spectat, primum ingenti impetu in altum abit, dein resistit ac se magis etiam quam Baetica abducit.

Este último luco o bosque sagrado, cuyo nombre da a entender que estaba formado por oleastros, se ha identificado tradicionalmente con la villa de Rota o con la ciudad de Sanlúcar de Barrameda.